# Aoyama Tanemichi

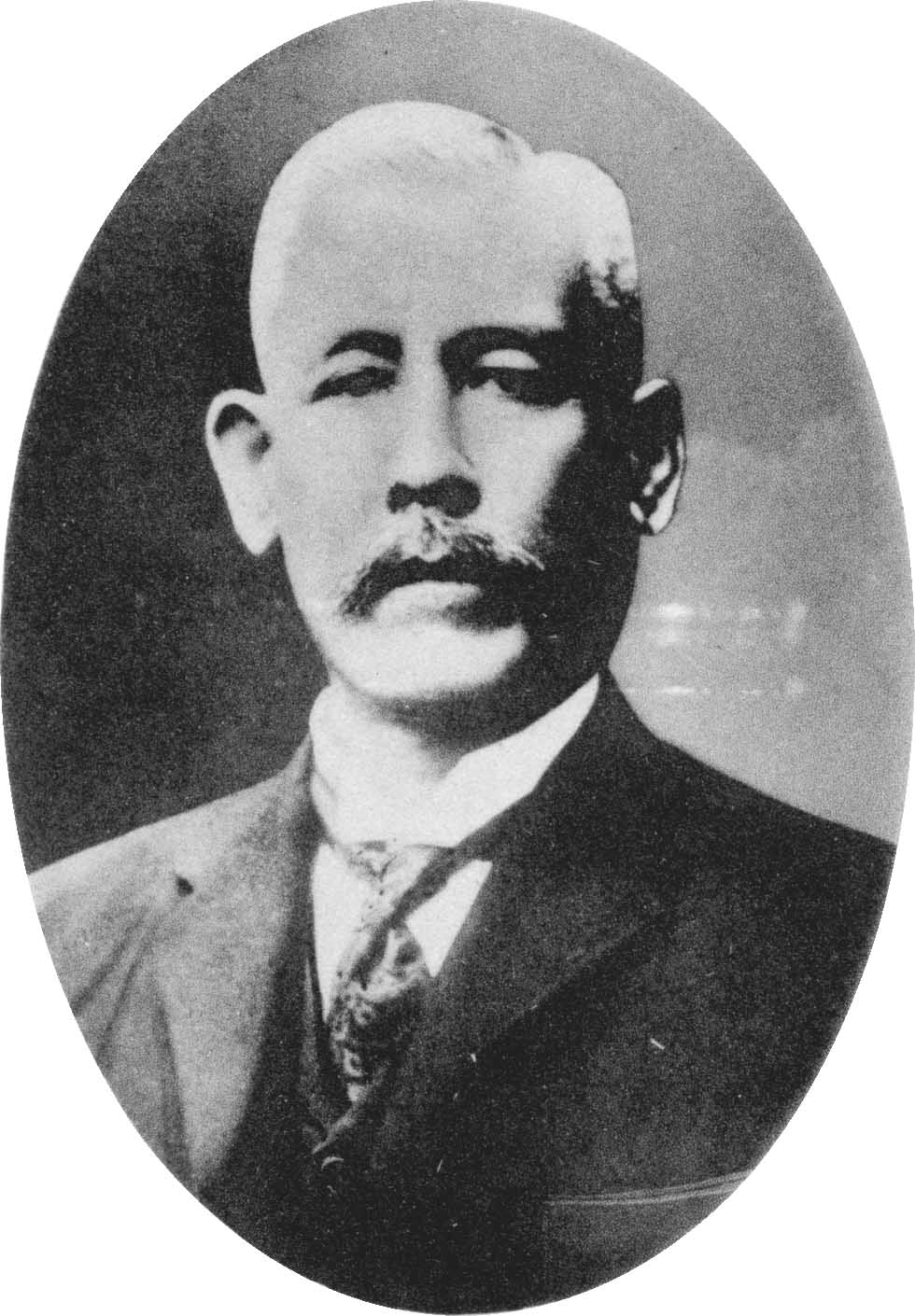
Aoyama Tanemichi

Aoyama Tanemichi (japanisch 青山 胤通; geboren 15. Juni 1859 in Nakatsugawa in der Provinz Mino; gestorben 23. Dezember 1917) war ein japanischer Mediziner.

## Leben und Wirken
Aoyama Tanemichi wurde als dritter Sohn des Aoyama Kagemichi (青山景通; 1819–1891), eines Samurai des Naegi-han (苗木藩) in Nakatsugawa, geboren. 1869 wurde er von dem Gelehrten Hirata Nobutane (平田信胤) adoptiert, worauf er seinen Vornamen in „Tanemichi“ änderte. Zwei Jahre später kehrte er zur Aoyama-Familie zurück. Er machte 1882 seinen Abschluss in Medizin an der Universität Tōkyō.
1883 wurde Aoyama nach Deutschland geschickt, wo er sich an der Friedrich-Wilhelms-Universität Berlin im Bereich Innere Medizin weiterbildete. Nach seiner Rückkehr 1887 wurde er Professor an der staatlichen Hochschule für Medizin (医科大学, Ika daigaku), die später mit der Universität Tōkyō fusionierte. Als 1894 in Hongkong die Beulenpest ausbrach, wurde er von der Regierung, zusammen mit dem Mediziner Kitasato Shibasaburō entsandt, in einer Zeit, als von zehn Infizierten neun starben. Auch er infizierte sich, glücklicherweise ohne Folgen. Aoyama befasste sich auch mit der Beriberi-Krankheit.
1897 wurde Aoyama zusätzlich Direktor des der Universität angeschlossenen Krankenhauses (大学付属病院, Daigaku fuzoku byōin). Er wurde Mitglied der Japanischen Akademie der Wissenschaften, Vorsitzender der „Gesellschaft der Krebsforschung“ (癌研究会, Gan kenkyūkai), Berater des Hofamtes und Direktor des „Forschungsinstituts für ansteckende Krankheiten“ (伝染病研究所, Densenbyō kenkyūjo), jetzt „Medizinisches Forschungsinstitut der Universität Tōkyō“ (東京大学医科学研究所, Tōkyō daigaku ikagaku kenkyūjo).
Aoyama, geprägt durch die deutsche Medizin,  beeinflusste stark die Entwicklung der Inneren Medizin und die medizinische Ausbildung in Japan. Zu seinen zahlreichen Schülern gehören Kumagai Taizō und Inada Ryūkichi. Bestattet wurde er auf dem Friedhof Yanaka.